# Moûtiers
Moûtiers és un municipi francès situat al departament de la Savoia i a la regió d'Alvèrnia-Roine-Alps. L'any 2007 tenia 3.893 habitants.

## Demografia

### Població
El 2007 la població de fet de Moûtiers era de 3.893 persones. Hi havia 1.750 famílies de les quals 782 eren unipersonals (312 homes vivint sols i 470 dones vivint soles), 348 parelles sense fills, 437 parelles amb fills i 183 famílies monoparentals amb fills.
La població ha evolucionat segons el següent gràfic:
Habitants censats

### Habitatges
El 2007 hi havia 2.121 habitatges, 1.778 eren l'habitatge principal de la família, 100 eren segones residències i 243 estaven desocupats. 208 eren cases i 1.887 eren apartaments. Dels 1.778 habitatges principals, 559 estaven ocupats pels seus propietaris, 1.166 estaven llogats i ocupats pels llogaters i 53 estaven cedits a títol gratuït; 134 tenien una cambra, 315 en tenien dues, 524 en tenien tres, 459 en tenien quatre i 347 en tenien cinc o més. 729 habitatges disposaven pel capbaix d'una plaça de pàrquing. A 1.016 habitatges hi havia un automòbil i a 349 n'hi havia dos o més.

### Piràmide de població
La piràmide de població per edats i sexe el 2009 era:
| Homes | Edats   | Dones |
| ----- | ------- | ----- |
| 0     | 95 o +  | 4     |
| 8     | 90 a 94 | 40    |
| 32    | 85 a 89 | 44    |
| 16    | 80 a 84 | 44    |
| 60    | 75 a 79 | 108   |
| 52    | 70 a 74 | 80    |
| 116   | 65 a 69 | 92    |
| 60    | 60 a 64 | 84    |
| 92    | 55 a 59 | 104   |
| 164   | 50 a 54 | 124   |
| 160   | 45 a 49 | 172   |
| 92    | 40 a 44 | 124   |
| 180   | 35 a 39 | 140   |
| 160   | 30 a 34 | 188   |
| 172   | 25 a 29 | 160   |
| 124   | 20 a 24 | 132   |
| 120   | 15 a 19 | 132   |
| 100   | 10 a 14 | 128   |
| 120   | 5 a 9   | 164   |
| 108   | 0 a 4   | 112   |

## Economia
El 2007 la població en edat de treballar era de 2.536 persones, 1.838 eren actives i 698 eren inactives. De les 1.838 persones actives 1.668 estaven ocupades (926 homes i 742 dones) i 170 estaven aturades (82 homes i 88 dones). De les 698 persones inactives 147 estaven jubilades, 232 estaven estudiant i 319 estaven classificades com a «altres inactius».

### Ingressos
El 2009 a Moûtiers hi havia 1.746 unitats fiscals que integraven 3.865,5 persones, la mediana anual d'ingressos fiscals per persona era de 15.294 €.

### Activitats econòmiques
Dels 530 establiments que hi havia el 2007, 12 eren d'empreses extractives, 8 d'empreses alimentàries, 2 d'empreses de fabricació de material elèctric, 12 d'empreses de fabricació d'altres productes industrials, 59 d'empreses de construcció, 135 d'empreses de comerç i reparació d'automòbils, 29 d'empreses de transport, 42 d'empreses d'hostatgeria i restauració, 9 d'empreses d'informació i comunicació, 30 d'empreses financeres, 34 d'empreses immobiliàries, 66 d'empreses de serveis, 61 d'entitats de l'administració pública i 31 d'empreses classificades com a «altres activitats de serveis».
Dels 154 establiments de servei als particulars que hi havia el 2009, 1 era una oficina d'administració d'Hisenda pública, 1 gendarmeria, 1 oficina de correu, 10 oficines bancàries, 3 funeràries, 8 tallers de reparació d'automòbils i de material agrícola, 1 taller d'inspecció tècnica de vehicles, 5 establiments de lloguer de cotxes, 6 autoescoles, 26 paletes, 9 guixaires pintors, 3 fusteries, 5 lampisteries, 10 electricistes, 12 perruqueries, 2 veterinaris, 2 agències de treball temporal, 31 restaurants, 9 agències immobiliàries, 4 tintoreries i 5 salons de bellesa.
Dels 72 establiments comercials que hi havia el 2009, 1 era un hipermercat, 2 supermercats, 2 grans superfícies de material de bricolatge, 1 una botiga de més de 120 m², 1 una botiga de menys de 120 m², 5 fleques, 5 carnisseries, 9 llibreries, 16 botigues de roba, 4 botigues d'equipament de la llar, 2 sabateries, 7 botigues d'electrodomèstics, 1 una botiga de mobles, 5 botigues de material esportiu, 1 un drogueria, 2 perfumeries, 4 joieries i 4 floristeries.
L'any 2000 a Moûtiers hi havia 6 explotacions agrícoles.

## Equipaments sanitaris i escolars
El 2009 hi havia 1 hospital de tractaments de curta durada, 1 hospital de tractaments de mitja durada (seguiment i rehabilitació), 1 un hospital de tractaments de llarga durada, 1 centre d'urgències, 2 farmàcies i 3 ambulàncies.
El 2009 hi havia 2 escoles maternals i 2 escoles elementals. A Moûtiers hi havia 2 col·legis d'educació secundària, 1 liceu d'ensenyament general i 1 liceu tecnològic. Als col·legis d'educació secundària hi havia 1.011 alumnes, als liceus d'ensenyament general n'hi havia 863 i als liceus tecnològics 301.
Moûtiers disposava d'un centre de formació no universitària superior de formació sanitària.

## Poblacions properes
El següent diagrama mostra les poblacions més properes.